# Levéltár
A levéltár régi írásos anyagok megőrzésére, kutatására, bemutatására szolgáló intézmény. Számos levéltár közgyűjtemény, továbbá vannak különféle vállalati, intézményi, családi és személyi levéltárak is, amelyek az adott entitásra vonatkozó adatokat tárolják és szolgálnak információval, igazolásokkal, bizonyító anyaggal stb., ha arra van szükség.

## A levéltárak fejlődése
Több országban folyik a levéltári anyagok digitalizálása és számítógépes feldolgozása, melynek célja a kutatás megkönnyítése és vannak törekvések arra is, hogy az interneten keresztül ezek összekapcsolódjanak a különféle közigazgatási hivatalok nyilvántartásával.

## Kutatás a  levéltárakban
A levéltárakban való kutatást Magyarországon a Levéltári Tv. (1995. LXVI. tv) valamint az Adatvédelmi Tv. (1992. LXII. Tv.) rendelkezései szabályozzák. Ezek rendelkezései alapján az 1990. május 1. előtt keletkezett iratok 15 év, az ez után keletkezett iratok 30 év után válnak (elvben) szabadon kutathatóvá. Az iratokat azonban csak – egy arra jogosított tudományos szervezet által kiállított támogató állásfoglalás csatolásával – igazoltan tudományos célú kutatás esetében adják ki korlátozás nélkül a levéltárak. Ilyen igazolással nem rendelkező magánszemélyek azokat az iratokat, melyekben az adatvédelmi Tv által védett személyes adatok találhatóak, csak a kutató költségén anonimizáltan adhatják ki. (Ez annyit tesz, hogy a benne szereplő minden olyan személy adatait kitörlik, aki az Avtv. hatálya alá esik. (NEM KÖZSZEREPLŐ, ismert halálától nem telt el a 30, vagy az ismert születésétől nem telt el a 90, vagy ha egyik sem ismert, az irat keletkezésétől nem telt el a 60 év) Ezen szabály alól csak a már keletkezésükkor is nyilvános iratok (pl. a választói névjegyzékek) kivételek.
Ezzel szemben jó néhány utódállam levéltáraiban szinte szabadon hozzá lehet jutni a levéltári anyagokhoz.
A szlovákiai levéltárak térítés ellenében képesek ún. leszármazási összefoglaló (sk: genealogický rešerš) összeállítására és eljuttatására belügyminisztériumon keresztül a külföldiek számára. Ezen belül képesek a családfa összeállítására, készíthetnek fény- és mikrofilm-másolatokat is. Nemcsak az anyakönyvekben kutatnak, hanem a vármegyék népszámlálási összesítéseiben (1869), a nobilitáriumokban (armálisok, nemesi összeírások, taxajegyzékek, magisztrátusi jegyzőkönyvek, céhiratok, címereslevél-gyűjtemények), vállalkozói nyilvántartások, bírósági iratok (végrendeletek).

## A levéltárak felhasználása
Fontos adatokkal szolgálnak a genealógia, a történettudomány, demográfia stb. számára az egykori népesség főbb életrajzi, statisztikai, egészségügyi stb. állapotára nézve.

## Levéltári szakkifejezések
|                  | Meghatározás | Mire jó ez, és mit jelent a gyakorlatban? |
| ---------------- | --- | --- |
| ALAPSZÁM         | A kifejezésnek kettős jelentése van. Jelenti egyrészt az ügyiratoknak az iratkezelési rendszerben meghatározott helyét mutató számot, amely az ügyirathoz tartozó ügyiratdarabok egyikének iktatószáma, másrészt pedig azt az ügyiratot, amelyet az alapszám mint irattári vagy levéltári jelzet jelöl. Ez utóbbi jelentésében irattári vagy levéltári egység. | |
| ÁLLAG            | Nagyobb terjedelmű levéltári egység, a fond önálló része. Általában a fondképző valamely szervezeti egységének önállóan kezelt, nagyobb terjedelmű iratait tekintjük állagnak. Nincsenek minden fondban állagok. | Külön állagokat alkotnak például egy minisztérium általános, elnöki és titkos iratai. |
| FASCICULUS       | A fonshoz hasonló értelemben használt kifejezés. | A kifejezéssel gyakran találkozhatunk például a kancellária, kamara és a helytartótanács iratanyagában. |
| FOND             | Vegyes terjedelmű levéltári egység, a levéltári anyag tagolódási rendszerének legszilárdabb pillére. Fond minden levéltári intézményben van. Minden irat, amely valamely levéltári intézmény őrizetében van, valamilyen fondba tartozik. A fond lehet szerves vagy szervetlen. | |
| FONDCSOPORT      | Nagyobb terjedelmű levéltári egység, amely valamilyen alapon összetartozó fondokat foglal magában. A fondcsoportok lényegében a levéltáraknak felelnek meg. | |
| FONDFŐCSOPORT    | Több fondcsoportot magában foglaló, nagyobb terjedelmű levéltári egység. A szekció megfelelője. | |
| FONDKÉPZŐ        | Az a szerv vagy személy, amelynek, illetve akinek a működése során részben általa létrehozott, részben hozzá írt, rendeltetésszerűen nála maradó iratok keletkeznek. | Éppen ezért például egy író vagy egy költő művének kézirata alapvetően nem egy levéltár, hanem inkább egy könyvtár gyűjtőkörébe tartozik, mivel a kézirat rendeltetése nem az, hogy a szerzőnél maradjon, hanem az, hogy nyilvánosságra hozzák. |
| FONS             | Magyarul kútfő. A magyarországi feudális kormányhatóságoknál az ügyirat vagy a legkisebb tárgyi egység, a tétel latin neve. | A kifejezéssel gyakran találkozhatunk például a kancellária, kamara és a helytartótanács iratanyagában. |
| GYŰJTEMÉNY       | Mesterségesen kialakított levéltári egység, amely kisebb levéltári egységek összevonásából keletkezik. | |
| IKTATÓSZÁM       | A kifejezésnek kettős jelentése van. Jelenti egyrészt az ügyiratoknak az iratkezelési rendszerben meghatározott helyét mutató számot –ebben a jelentésében levéltári jelzet–, másrészt pedig magát ügyiratdarabot – ebben a jelentésében irattári vagy levéltári egység. | |
| IKTATÓKÖNYV      | Valamely fondképző szerv vagy személy által intézett ügyekről vezetett jegyzőkönyv. | |
| IRATFOLYÓMÉTER   | Egy iratfolyóméter mennyiségű az a levéltári iratanyag, amely lapjával egymásra vagy egymás mellé téve egy méter hosszú. | |
| ISMERTETŐ LELTÁR | Az ismertető leltárban leírt legkisebb egységek az állagok vagy az állagokra nem tagolódó fondok. Adattartalma a következő: cím, kor, tárgy, terjedelem, tagolódás, rendszer, rendezettség, selejtezettség, segédlettel ellátottság, kutathatóság, közzétettség, irodalom. | Az ismertető leltár azáltal, hogy részletes adatokat közöl a fondképző szervek történetéről és működéséről, és segít eligazodni a szervek irattári rendszerében igen hasznos segédeszköze a kutatásnak, annak ellenére, hogy az egyes iratokról nem tartalmaz részletes leírást. |
| JELZET           | A levéltári rendezés során kialakított levéltári egységek szavakkal és/vagy számokkal kifejezett címe vagy neve, amely az egységek rendszerbeli helyét meghatározza, amelyet az egységeken feltüntetnek és amelynek közlésével az egységekre hivatkoznak. A levéltári jelzetelés úgy történik, hogy a legnagyobb levéltári egységből kiindulva az egységek vertikális tagolódásának megfelelően lefelé haladva sorban egymás után felsoroljuk mindazoknak a levéltári egységeknek a címét vagy nevét, amelyekbe a kérdéses levéltári egység tartozik, magának a levéltári egységnek a címével vagy nevével fejezve be a sort. | A jó jelzet tehát a következő elemekből áll: a szekció/fondfőcsoport megnevezése – a levéltár/fondcsoport megnevezése (törzsszám) – az irat helyének részletes leírása (például: év – kútfő – tétel vagy év – iktatószám vagy év – tárgy vagy év – lajstromszám), amit mindig az adott iratanyag rendje határoz meg. A jelzet megállapításához különféle levéltári segédletek állnak rendelkezésre. A helyesen feljegyzett jelzet segít abban, hogy a kutató egy adott iratot később is bármikor újra megtaláljon. |
| KÚTFŐ            | Többféle levéltári egység megnevezésére szolgáló kifejezés. Kisebb tárgyi egység, egyedi ügyek iratait tartalmazó egység vagy ügyirat. | |
| LAJSTROM         | Tájékoztatási célú, az egyes iratok szintjén készült levéltári segédlet. A levéltári anyag következő adatairól tájékoztat: jelzet, kor, tárgy, terjedelem. Rendszere az iratanyag tényleges rendjét követi. | Nemcsak újabb, levéltárban készült, hanem az iratanyaggal egykorú lajstromok is léteznek. A lajstrom részletesebb adatokat tartalmaz, mint a mutató, de a mutatótól eltérően nem betűrendben, hanem a keletkezésük rendjében írja le az iratokat. |
| LEVÉLTÁR         | Nagyobb terjedelmű levéltári egység. Olyan fondok csoportja, amelynek fondképzőit szervezeti kapcsolat fűzte egymáshoz, vagy amelyek fondképzői azonos jellegű szervek voltak, vagy amelyek korábban önálló levéltári intézmény őrizetében voltak. Levéltár és szekció (vagy fondcsoport) sok szempontból rokon fogalmak. Nagyobb levéltárakat szekcióknak szoktak minősíteni. | Szervezeti alapon kialakított levéltár például a MOL II. főosztályának iratanyagában a Külügyminisztérium levéltára, mely a Külügyminisztérium és az alája rendelt külképviseletek iratanyagát foglalja magában. A MOL-nak több szekciója is van, amely egyetlen levéltárból áll. Ilyen például a Magyar kancelláriai levéltár, az Erdélyi kancellária levéltár és a Helytartótanácsi levéltár. |
| MUTATÓ           | Rendszere nem követi az iratanyag rendjét, hanem egy annak megfelelően kiválasztott – például betűrendes, tárgyi, időbeli – szempontot tükröz. | Különösen az egykorú mutatók használatánál kell körültekintően eljárni, mivel a mutatók egykori készítői egészen más szempontokat vettek figyelembe a tárgyszavak megadásánál, mint a mai kutatók. Ezért egy-egy témát több címszónál is érdemes keresni. Például: A csongrádi vármegyeháza építésében részt vevő mesterember panaszával kapcsolatos iratokat nem elég a személynévnél keresni, hanem a megye és a megyeszékhely nevénél, sőt a "panasz", a "gazdasági ügyek" , a"vármegyeháza", az "építkezések" címszó mellett még az adott mesterség nevénél is célszerű megnézni. |
| NUMERUS          | A magyarországi feudális kormányszervek gyakorlatában annak a levéltári egységnek a neve, amelyet később fonsnak – magyarul kútfőnek – neveztek, és amelyet magyarul ügyiratnak, illetve tételnek mondunk. | |
| PERTINENCIA      | A levéltári anyag általában egyszerre többféle dologra – korra, személyre, tárgyra, területre – is vonatkozik. Ennek megfelelően többféle pertinenciát – azaz a levéltári anyagnak többféle vonatkozását – különböztethetünk meg. Míg provenienciája alapján a levéltári anyag csak egyetlen helyre tartozhat, pertinenciája alapján különböző helyekre sorolható, aszerint, hogy melyik vonatkozását vesszük figyelembe. | A pertinencia alapján létrehozott fond a MOL anyagában például a Rákóczi szabadságharc levéltára, melynek rendezőelve az iratok tárgya volt. |
| PROVENIENCIA     | A proveniencia elve azt jelenti, hogy a levéltári anyag rendezésénél, rendszerezésénél abból kell kiindulni, hogy az adott anyagnak hol van a rendeltetésszerű helye. Az anyagot szerves összefüggéséből kiszakítani nem szabad. | Vagyis a provenienca elve mentén elképzelhetetlen például az hogy egy vagy több szerves fondból gyűjteményeket alakítsanak ki. |
| POSITIO          | A magyarországi feudális kormányhatóságok gyakorlatában az ügyiratdarab latin neve. | A kifejezéssel gyakran találkozhatunk például a kancellária, kamara és a helytartótanács iratanyagában. |
| REGESZTA         | Tájékoztatási célú, az egyes iratok szintjén készült segédlet. A levéltári anyag következő fő jellemzőiről tájékoztat: jelzet, nyelv, kor, tartalom. Ezeken kívül még egyéb speciális adatokat – például:az irat anyaga, az iraton lévő pecsétek száma és állapota, a térkép léptéke – is tartalmazhat. | Bár valamennyi leíró segédlet közül a regeszta szolgáltatja a legrészletesebb adatokat egy-egy dokumentumról, nem mindenről érdemes regesztát készíteni. A középkori oklevelek esetében például minden apróság fontos lehet, míg egy 18. század végén keletkezett tanulói névjegyzék minden külső és belső jellemzőjét nem lenne érdemes aprólékosan leírni, hiszen annak nem egyedi, hanem tömeges – egy korszakot, egy jelenséget jellemző – mivoltában van az értéke. |
| REPERTÓRIUM      | Tájékoztatási célú, egyrészt a legkisebb raktári, másrészt a legkisebb tárgyi egységek szintjén készült levéltári segédlet. Rendszere a levéltári anyag tényleges rendjéhez igazodik. A levéltári anyag következő adatairól tájékoztat: cím, kor, tárgy, terjedelem, rendszer, rendezettség, segédlettel ellátottság. | A repertórium tehát egy meglehetősen részletes, jól használható segédlet. Általában azonban a repertórium használata mellett az iratanyag egykorú lajstromainak, iktatókönyveinek vagy mutatóinak használatára is szükség van. |
| SEGÉDLET         | Célja a levéltári anyagban való tájékozódás elősegítése. Az iratanyag jellegéhez és a feltárás mélységéhez igazodva számos különféle segédlet létezik. Ilyenek például a repertórium, a jegyzék, a lajstrom, a mutató, a regeszta vagy az ismertető leltár. | |
| SZEKCIÓ          | Nagyobb terjedelmű levéltári egység, mely valamilyen módon összetartozó levéltárakat, illetve fondokat foglal magában. Egy szekcióba rendszerint több levéltár tartozik, de egyetlen levéltár is minősülhet szekciónak. A szekciókat történeti, szervezeti, időrendi, fondképzői vagy iratfajtai alapon, mesterségesen alakították ki. | A szekció rendszer csak a MOL I.-IV. főosztályának iratanyagára jellemző. Különféle alapon kialakított szekciók például a következők: E szekció – Magyar kincstári levéltárak (történeti), A szekció – Magyar kancelláriai levéltár (szervezeti), Q szekció – Mohács előtti gyűjtemény (időrendi), Z szekció – Gazdasági szervek levéltára (fondképzői), S szekció – Térképtár (iratfajtai). |
| SZERVES FOND     | Valamely szerv vagy személy működése során hozzá érkező, vagy nála keletkezett, és rendeltetésszerűen nála maradó iratanyag. Regisztratúra vagy irattár jellegű, avagy egységes provenienciájú fondnak is nevezzük. Természetesen alakult levéltári egység. Szerves egészként keletkezik, nem nagyobb levéltári egység bontásának, vagy kisebbek összevonásának az eredménye. | Egy példa: Mivel a címereslevelek a kancellárián keletkeztek, azt gondolhatnánk, hogy ezeknek a dokumentumoknak a kancellária fondjában van a helyük. A címereslevél rendeltetése azonban az volt, hogy az adományt elnyert család magával vigye, és nemesi mivoltának igazolására használja. Éppen ezért az eredeti címereslevelek általában nem találhatók meg a kancellária levéltárában, hiszen helyük nem a kancellária levéltári fondjában, hanem az érintett család levéltárában vagy szobájának falán van. A kancellária fondjában csak a címereslevél kiadásával összefüggésben keletkezett iratok (kérvény, címerterv, uralkodói döntés, a címereslevél fogalmazványa) vannak, mivel ezek nemcsak a kancellárián keletkeztek, hanem a rendeltetésük is az, hogy a hivatal iratai között együtt őrizzék meg őket. |
| SZERVETLEN FOND  | Különböző szerves fondokból származó, valamely szempont szerint összegyűjtött iratanyag. A gyűjtés szempontja lehet időrendi, iratfajtai, tárgyi és többféle egyéb rendszerezési alap. Gyűjteménynek vagy vegyes provenienciájú fondnak is nevezik. | A MOL időrendi alapon kialakított szervetlen fondja például a Diplomatikai Levéltár. Az iratfajta azonossága – urbáriumok és összeírások – volt az Urbaria et conscriptiones fond létrehozásának vezérelve. Tárgyi alapon – egyházi iratok – jött létre az Acta ecclesiastica fond. |
| TÉTEL            | Természetes módon kialakult tárgyi egység, pontosabban általános tárgyú levéltári egység. | |
| TÖRZSSZÁM        | A fondok és állagok szavakkal és/vagy betűkkel kifejezett általános megjelölésének közös neve. A törzsszám a szekció rendszerben őrzött iratanyag esetében a szekció betűjeléből és a fond vagy az állag szekción belül sorszámából, a fondfőcsoportok szerint rendezett anyag esetében a fondfőcsoportot / fondcsoportot / esetleges alcsoportokat / fondot / állagot leíró, római és arab számokból, valamint betűkből álló karaktersor. | A törzsszám tehát önmagában nem az irat jelzete, hanem csak annak az egyik – legelső helyen feltüntetendő – része. |
| ÜGYIRAT          | Természetes módon kialakult irattári egység. Inkább a kormányzati szervek iratanyagában fordul elő, magánszemélyek iratanyagára nem jellemző. A minisztériumi iratkezelésben alapszámnak, más szerveknél irattári számnak is nevezik. | |
| ÜGYIRATDARAB     | Természetes módon kialakult irattári egység. A minisztériumi iratkezelésben iktatószámnak is nevezik. | |